# منطقه حفاظت‌شده شش رودبار
منطقهٔ حفاظت‌شدهٔ شش رودبار یک منطقهٔ حفاظت‌شده با مساحت ۷۹۲۳ هکتار است که در استان مازندران در ایران قرار دارد. این منطقهٔ حفاظت‌شده طبق مصوبهٔ شمارهٔ ۶۷۹ در تاریخ ۱۳۸۰/۷/۲۵ در فهرست مناطق تحت حفاظت سازمان محیط زیست ایران قرار گرفت.